# زبیگنیف زاژیتسکی
زبیگنیف زاژیتسکی (انگلیسی: Zbigniew Zarzycki؛ زادهٔ ۸ سپتامبر ۱۹۴۶) بازیکن والیبال اهل لهستان بود.